# Reserva Biológica de São Sebastião do Paraíso
A Reserva Biológica de São Sebastião do Paraíso é uma reserva biológica estadual localizada no município de São Sebastião do Paraíso, estado de Minas Gerais na região sudeste do Brasil. O bioma predominante é o cerrado.

## Localização
A Reserva Biológica São Sebastião do Paraíso foi criada pela Lei n.º 16.580, de 23 de setembro de 1974, e é administrada pelo Instituto Estadual de Silvicultura (IEF). Abrange uma área de 248 hectares. A reserva é a única no município de São Sebastião do Paraíso, que já foi coberto por extensas florestas que foram limpas indiscriminadamente na parte final do século XX.